# Claudia Look-Hirnschal
Claudia Look-Hirnschal (* 27. Januar 1962 in Dessau; † 28. Januar 2018) war eine deutsche Moderatorin und Redakteurin, insbesondere von Gartensendungen.

## Werdegang
Claudia Hirnschal erhielt im Alter von sechs Jahren Violinunterricht, später erlernte sie auch das Klavierspiel. Von 1976 bis 1980 sang sie im Rundfunk-Jugendchor Wernigerode, dessen Sprecherin sie war. In dieser Zeit besuchte sie die EOS „Gerhart Hauptmann“ in Wernigerode. Nach dem Abitur studierte sie Sprechwissenschaften und Germanistik. Während der Studienzeit moderierte sie im DDR-Fernsehen einige Tanzturniere, außerdem erwarb sie einen Abschluss als Chorleiterin. Nach dem Abschluss ihres Studiums wollte sie als Phonetikerin arbeiten. Als dies nicht gelang, ging sie zum Rundfunk der DDR und moderierte ab 1984 beim Sender Weimar Glückwunschsendungen. Außerdem beschäftigte sie sich mit Thüringer Mundarten.
Nach der Gründung des Mitteldeutschen Rundfunks (MDR) arbeitete sie ab 1992 als Moderatorin verschiedener Vormittagsmagazine und des Thüringen-Journals. Bei MDR 1 Radio Thüringen moderierte die Hobbygärtnerin am Samstagvormittag von 9 bis 13 Uhr den Radiogarten und beantwortete am „Grünen Telefon“ Hörerfragen. Ab 2000 war sie auch für das MDR Fernsehen als Redakteurin und Moderatorin von Ratgebersendungen zum Thema Garten tätig und ab März 2000 moderierte sie die neue Fernsehsendung MDR Garten.
2005 übernahm Hirnschal die Rolle der Ansagerin in Erek Kühns Kurzfilm Mozartbrot. 2015 moderierte sie die zweiteilige Fernsehdokumentation In den Schlössern und Gärten der Loire.
Schwer erkrankt musste sie im Frühjahr 2016 ihre Arbeit einstellen. Am 28. Januar 2018 verstarb Claudia Look-Hirnschal im Alter von 56 Jahren.